# Phare de Tévennec

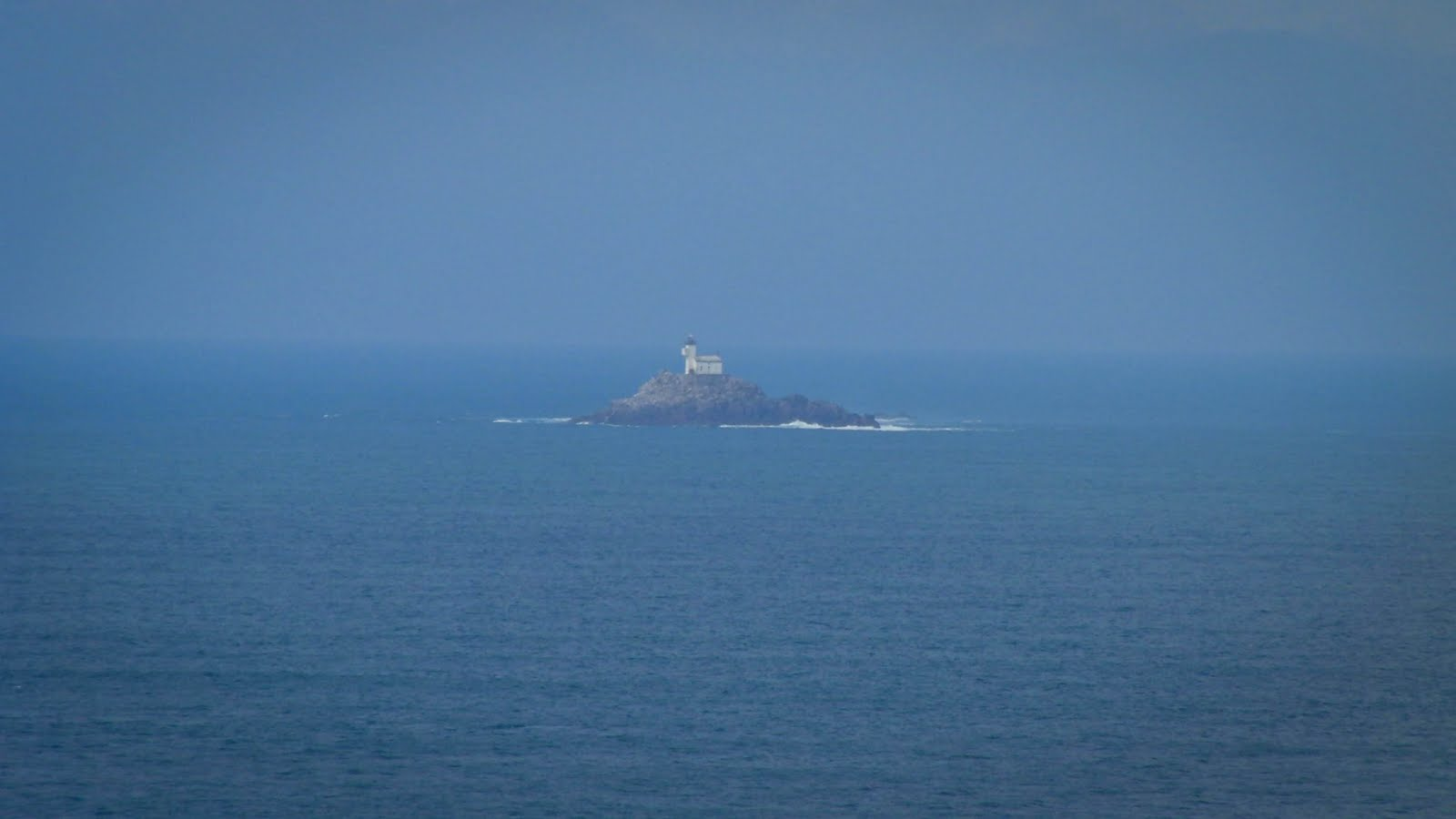
Tévennec 2011 vom Cap Sizun aus gesehen

Phare de Tévennec ist der Name eines Leuchtturms auf offener See vor der Pointe du Van, an der Westküste der Bretagne im Département Finistère. Er beleuchtet die schwierige Sein-Passage im Verbund mit dem Leuchtturm Phare de la Vieille.

## Sicherung des Raz de Sein
1869 wurde zur Sicherung der Chaussee de Sein der Leuchtturm Ar Men westlich der Insel Sein in Auftrag gegeben. Das zweite Nadelöhr um die Insel Sein – die Passage Raz de Sein – war durch seine gewaltigen Gezeiten und sehr starken Strömungen (Raz bedeutet im bretonischen ‚starke Strömung‘) eine – vor allem nachts – äußerst gefährliche Passage. Zu dessen Ausleuchtung wurden der Phare de Tévennec und etwas weiter südlich der Phare de la Vieille errichtet.

## Architektur
1869 wurde das von Ingenieur Paul Joly geleitete (ebenfalls Ar-Men) und nach den Plänen des Architekten Léonce Reynaud (1803–1880) entworfen, sah man einen quadratischen Turm mit einer Seitenlänge von 2,40 m und einer Höhe von 11 m vor. Die Unterkunft der Wachen lag im Haus direkt am Turm angebaut. Dieses war 8,8 m lang und 7,3 m breit, beinhaltete eine Küche, zwei kleine Schlafzimmer und eine Loft. Zum Schutz vor großen Wellen und starken Winden wurde um den Komplex eine Steinmauer errichtet. Eine Treppe zur Landung wurde in den Fels geschlagen.
Nach fünf Jahren Bauzeit nahm Tévennec 15. März 1875 seinen Dienst auf.

## Geschichte

### Meilensteine
- Die erste Lichtanlage war ein fixes Licht, das in Abständen in Weiß und Rot aufleuchtete.
- Umstellung auf Gasbetrieb am 10. November 1898
- Automatisierung am 7. Februar 1910
- 27. August 1910: Umstellung auf Propan
- 1939 wurde die sich um 328° drehende Lichtkuppel errichtet.
- Sonnenkollektoren zur eigenen Stromversorgung wurden im Jahr 1994 angebracht, die Tragweite beträgt rund neun Seemeilen

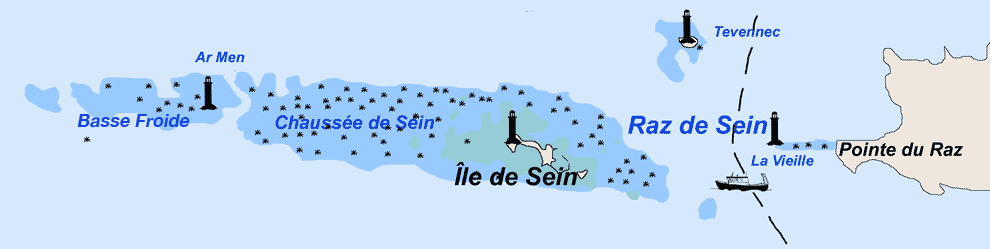
Position des Leuchtturms Tévennec

### Mystifizierung
Wegen seiner Lage war eine klare Einordnung von Tévennec als auf Land oder im Meer stehend schwierig. Je nach Lage galten jedoch unterschiedliche Arbeitsbedingungen. Zwar steht der Turm nicht direkt im Meer wie beispielsweise Ar Men, du Four oder Kéréon, die von den Wärten deswegen oft als enfer (Hölle) bezeichnet wurden; dennoch bot Tévennec auf seinem kleinen Felsen auch nicht die gleichen Möglichkeiten wie andere Inselleuchttürme (als purgatoire, Fegefeuer, bezeichnet) geschweige denn Leuchttürme an Land (paradis). Zu Beginn wurde Tévennec dennoch schlicht als fanal de quatrième catégorie (4. Kategorie) eingeordnet, wodurch seine Leuchtturmwärter allein und für jeweils ein Jahr dort eingesetzt wurden, vergleichbar den Leuchttürmen an Land.
Um Tévennec rankten sich schnell Geschichten von verrückt gewordenen oder plötzlich verstorbenen Leuchtturmwärtern. Die Rufe und Schreie der Gestrandeten waren angeblich nächtelang zu hören. Jean-Christophe Fichou zeigte kürzlich auf, dass diese Geschichten alle ins Reich der Fabel verwiesen werden müssen. Taucher entdeckten vor kurzem, dass der Fels durchzogen von Unterwasserhöhlen ist. Der Druck, der sich durch die Strömung in den Höhlen aufstaute, entwich durch Risse im Gestein und erzeugte die „geheimnisvollen Rufe“.

### Arbeitsbedingungen
Einen kompetenten Leuchtturmwärter zu finden, war aufgrund der komplizierten Bedingungen auf der Insel schwierig. Im Juli 1876 genehmigt das Ministerium einen zweiten Wärter für Tévennec, allerdings waren Bewerber äußerst rar. Ab 1885 sprang der dritte Mann des Phare de la Vieille ein, um auszuhelfen. Die Situation blieb jedoch weiter prekär.
Im Dezember 1897 wurde entschieden, dass die Ehefrau des Wärters gegen einen Lohn von 50 Francs auch auf der Insel leben soll. Ende des Jahres bezog das Ehepaar Milliner  für drei Jahre den Leuchtturm. Es wurde vom Ehepaar Quéméré abgelöst, das fünf Jahre auf Tévennec seinen Dienst tat. Dies war die längste Zeitspanne, die ein Ehepaar auf Tévennec verbrachte. Frau Quéméré, die während dieser Zeit drei Kinder zur Welt brachte, sagte, dass es die schönste Zeit ihres Lebens gewesen sei. Sofern das Wetter es zuließ, wurden Lebensmittel und weitere Bedarfsgüter alle zwei Wochen auf die Insel gebracht. Weiterhin unterhielt die Familie Quéméré einige Hühner, eine Kuh und ein Schwein. Das letzte Ehepaar auf Tévennec – das Ehepaar Roparts – verbrachte mit seinen beiden Kindern nur wenige Monate auf der Insel, bevor es die Versetzung einreichte.
Aufgrund der schwierigen Situation wurde 1910 die Automatisierung eingeleitet.

## Tévennec heute
Seit 1910, dem Jahr der Automatisierung, verfiel die Anlage aufgrund der rauen Bedingungen zusehends. Das Dach wurde 1910 während eines Sturmes weggefegt, die Holzeinrichtung sowie die Fußböden waren in einem sehr schlechten Zustand. Nach 111 Jahren des Verfalls wurde der Leuchtturm 2011 für zehn Jahre an eine Gesellschaft vermietet, die sich verpflichtete, den Turm und das Gebäude zu restaurieren und es für Künstler öffnete. Die Terrasse, die das Haus umgibt, bietet einen 360-°-Rundumblick auf die Pointe du Raz, die Iroise und die Insel Sein.
Das Projekt zur Restaurierung gewann 2012 die Auszeichnung «Coups de Cœur» des Cluster Maritime Francais.